# Slavko Svetičič
Miroslav Svetičič - Slavko, slovenski alpinist, * 31. januar 1958, Šebrelje, † 20. junij 1995, Gasherbrum IV.
Svetičič je zadnjih 11 let svojega življenja posvetil izključno goram, opravil je okrog 1200 vzponov, od tega 460 prvenstvenih.